# شهر ویچنزا و ویلاهای پالادیان ونتو
شهر ویچنزا و ویلاهای پالادیان ونتو یک سایت میراث جهانی در ایتالیا است که از ساختمان‌های معمار آندریا پالادیو محافظت می‌کند. یونسکو این مکان را در سال ۱۹۹۴ در فهرست میراث جهانی ثبت کرد. در ابتدا این مکان «ویچنزا، شهر پالادیو» نامیده می‌شد و تنها ساختمان‌های موجود در منطقه نزدیک ویچنزا را شامل می‌شدند.
گروه مهم دیگری از ساختمان‌های شهری توسط پالادیو در ونیز وجود دارد، شهری که همچنین دارای وضعیت میراث جهانی است. ونیز دارای نمونه‌های قابل توجهی از معماری کلیسایی پالادیو از جمله کلیسای سان جورجو ماجوره است.